# 麗色軍艦鳥
麗色軍艦鳥（學名Fregata magnificens）是一種軍艦鳥。

## 分佈地
麗色軍艦鳥分佈在大西洋熱帶地區，在美國佛羅里達州、加勒比海地區及佛得角等地繁殖。它們也會在美洲沿太平洋海岸繁殖，包括由墨西哥至厄瓜多爾及科隆群島。
麗色軍艦鳥也有迁徙到其他地方的，可以遠至曼島、丹麥、西班牙、英格蘭及不列颠哥伦比亚。

## 特徵

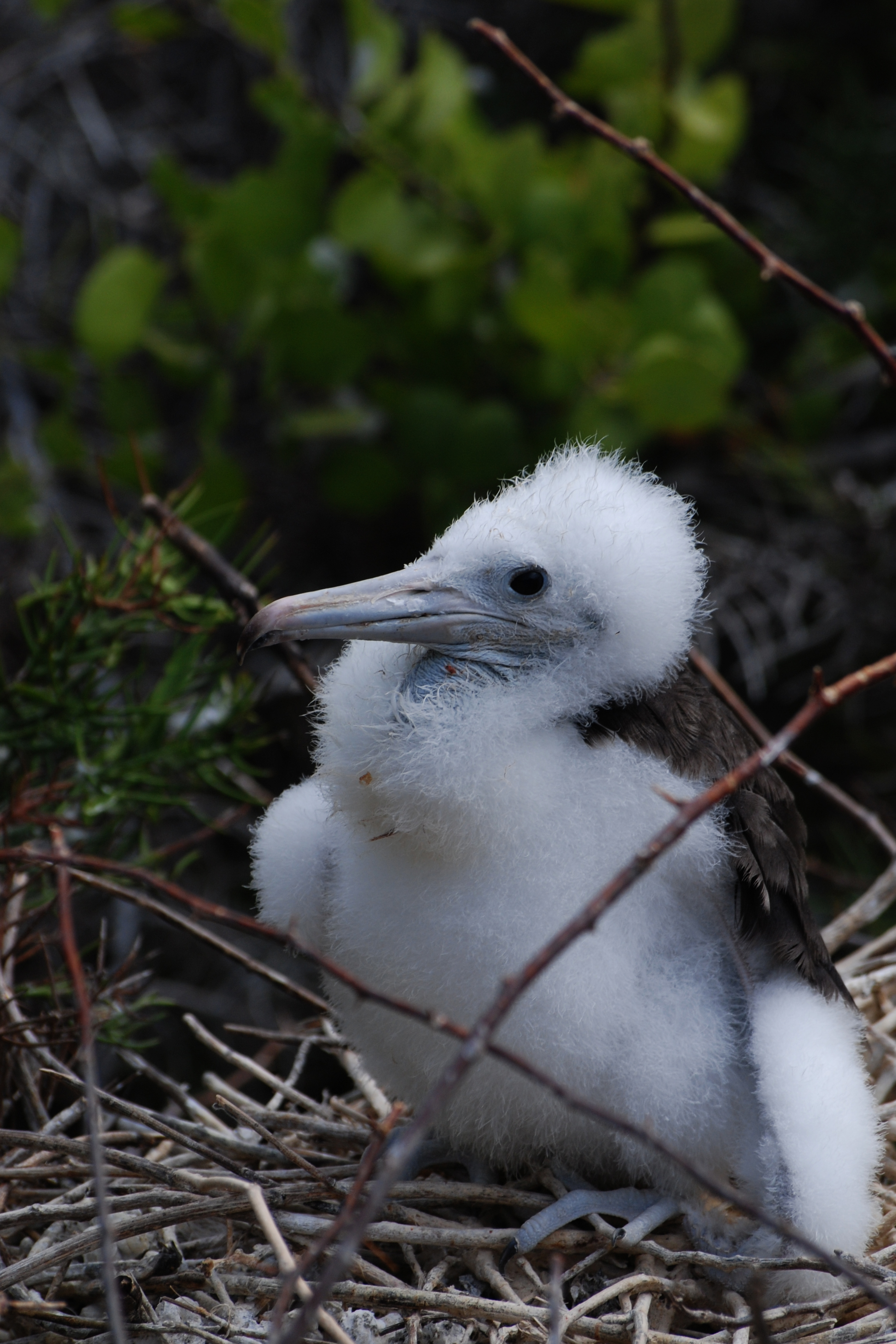
麗色軍艦鳥雛鳥。

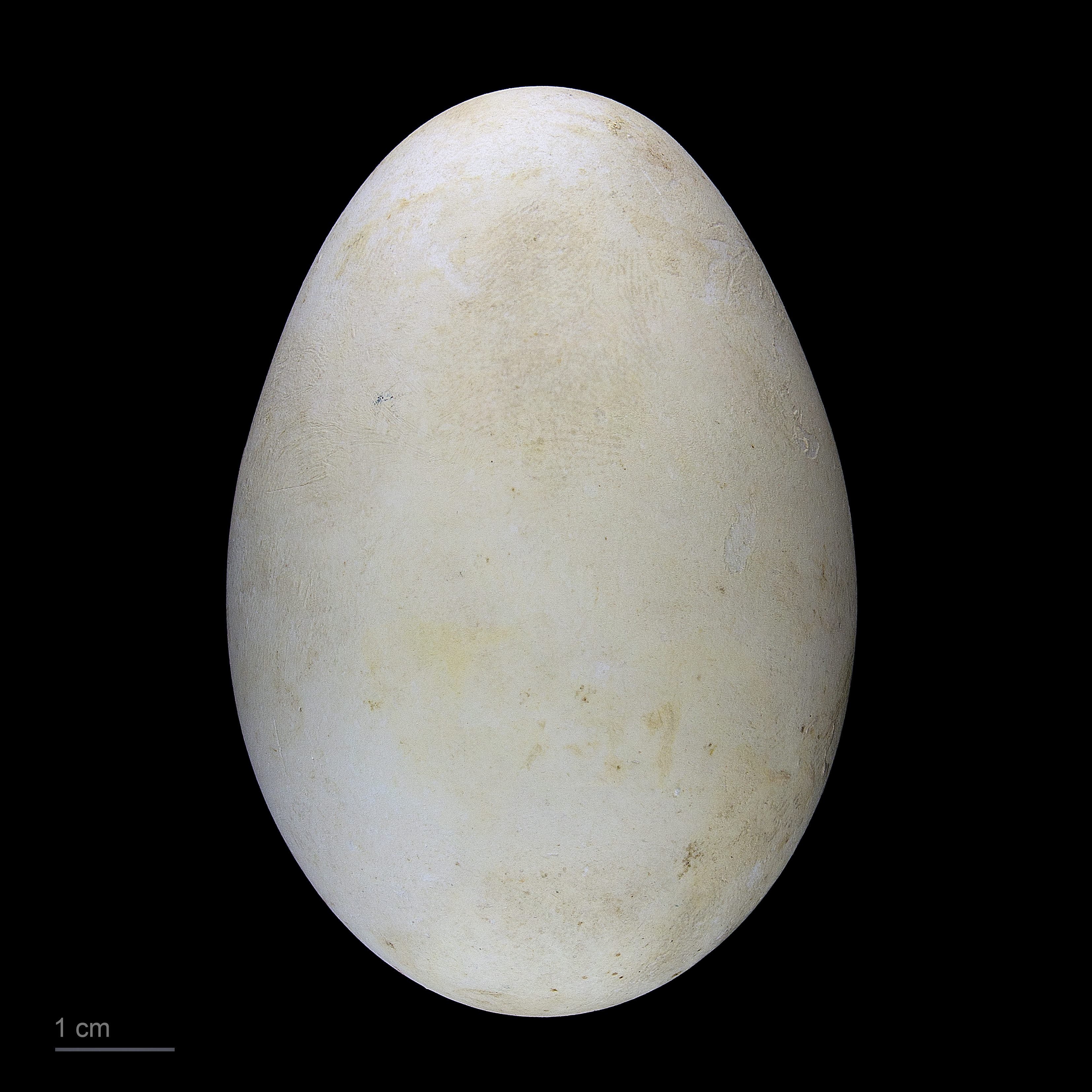
Fregata magnificens

麗色軍艦鳥長約100厘米，翼展闊215厘米。雄鳥全身呈黑色，皮囊呈猩紅色，在繁殖季節是會漲起像氣球。雖然羽毛是黑色的，但肩胛的羽毛在陽光下有一層紫色的虹。雌鳥也是黑色的，胸部及下頸兩側是白色的，雙翼上有一道褐帶，眼圈藍色。雛鳥的頭部及下身呈白色。
麗色軍艦鳥與其他軍艦鳥非常相似，但卻沒有腋距，而雛鳥的腹部呈鑽石形。

## 習性
麗色軍艦鳥飛行時很寂靜，但在巢內會發出多種聲音。
麗色軍艦鳥主要吃魚類，也會攻擊其他海鳥迫它們吐出食物。它們不會降落到水面，往往在飛行中獵食。
麗色軍艦鳥大部份時間都在飛行，平均速度每小時達10公里，可连续飞行223±208公里才降落。它們可以利用熱柱上昇，高達海拔2500米。

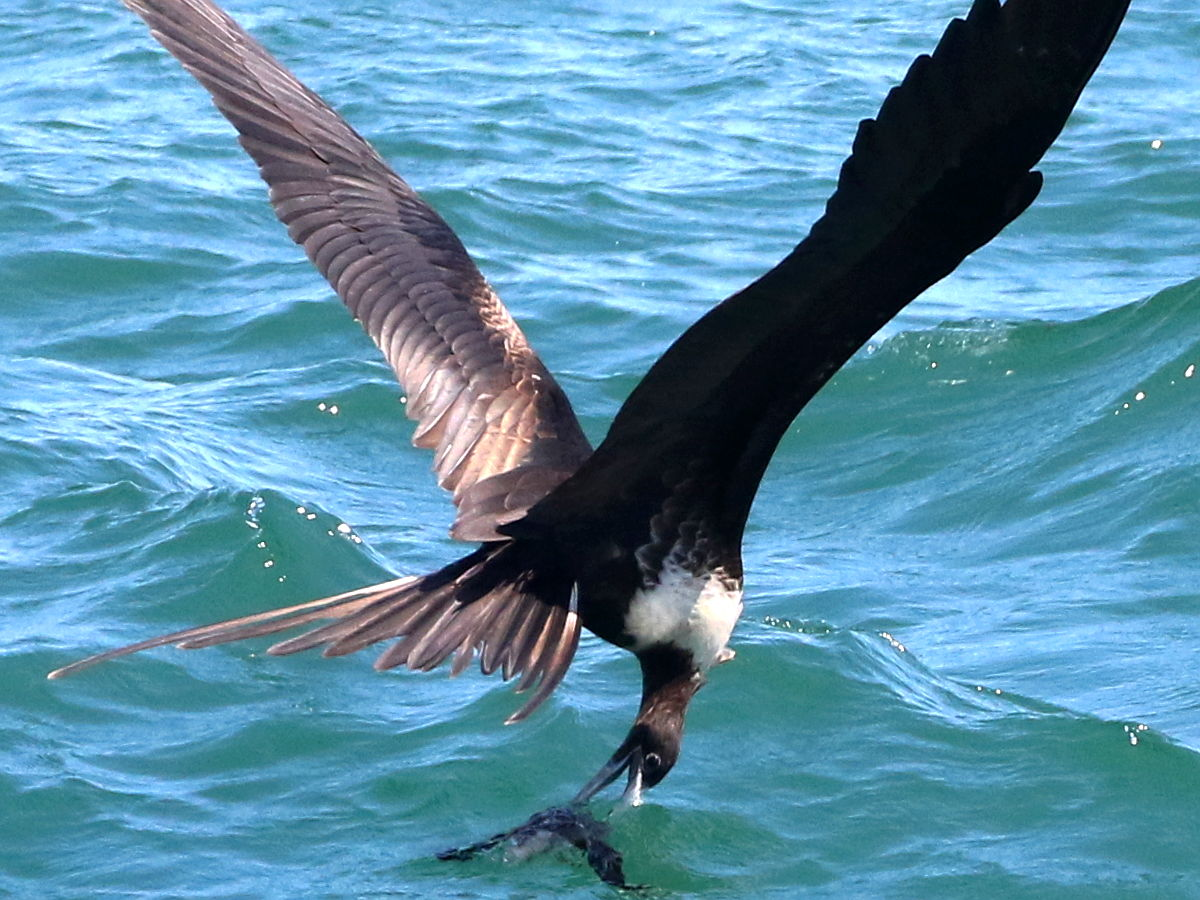
雌鳥捕鱼。科帕卡瓦纳

## 外部連結
- Internet Bird Collection（页面存档备份，存于）
- International Bird Rescue Research Center（页面存档备份，存于）
- The Bird Rescue Center（页面存档备份，存于）